# Pohlia columbica
Pohlia columbica är en bladmossart som beskrevs av Andrews in Grout 1935. Pohlia columbica ingår i släktet nickmossor, och familjen Bryaceae. Inga underarter finns listade i Catalogue of Life.